# Swervin
«Swervin» — песня американского рэпера/певца A Boogie wit da Hoodie при участии американского рэпера 6ix9ine с его второго студийного альбома Hoodie SZN, выпущенного 21 декабря 2018 года. Песня была написана Артистом Дж. Дубоузом, Обри Робинсоном, Дэниелем Эрнандесом, Кевином Ричардсоном, Лондоном Холмсом и Рорком Бейли и спродюсирована London on da Track. В Германии «Swervin» был переиздан совместно с немецким рэпером Veysel 26 июля 2019 года.

## Музыкальное видео
Официальный клип на песню был выпущен 2 июля 2019 года. Видео начинается с A Boogie, пойманного в ловушку на самолёте, у которого только что взорвался двигатель. Complex обнаружили сходство между клипом Destiny’s Child «Say My Name» и отметили, что сцены видео«склеены вместе таким образом, что следуют траектории лирики A Boogie».

## Коммерческий успех
«Swervin» достиг самой высокой позиции в Бельгии, достигнув 19-й позиции. Второй по наивысшей позиции стала Канада, где песня достигла высшей позиции под номером 24. Песня была сертифицирована платиновой Music Canada в Канаде 5 марта 2019 года и сертифицирована трижды платиновой RIAA в США с продажами более 3 000 000 копий 13 декабря 2019 года.

## Чарты
| Чарт (2018–19)                             | Высшая позиция |
| ------------------------------------------ | -------------- |
| Австралия (ARIA)                           | 41             |
| Бельгия/Фландрия (Ultratip Bubbling Under) | 19             |
| Канада (Billboard Canadian Hot 100)        | 24             |
| Чехия (Singles Digitál Top 100)            | 72             |
| Германия (GfK)                             | 73             |
| Литва (AGATA)                              | 30             |
| Новая Зеландия (RMNZ)                      | 21             |
| Словакия (Singles Digitál Top 100)         | 49             |
| Швеция (Sverigetopplistan)                 | 83             |
| Швейцария (Schweizer Hitparade)            | 95             |
| Великобритания (OCC UK Singles)            | 27             |
| США (Billboard Hot 100)                    | 38             |
| США (Billboard Hot R&B/Hip-Hop Songs)      | 16             |
| США Rolling Stone 100                      | 47             |

| Чарт (2019)                           | Позиция |
| ------------------------------------- | ------- |
| Канада (Canadian Hot 100)             | 50      |
| США Billboard Hot 100                 | 82      |
| США Hot R&B/Hip-Hop Songs (Billboard) | 37      |

## Сертификации
| Регион                                                                      | Сертификация  | Продажи   |
| --------------------------------------------------------------------------- | ------------- | --------- |
| Канада (Music Canada)                                                       | Платиновый    | 80 000    |
| Великобритания (BPI)                                                        | Золотой       | 400 000   |
| США (RIAA)                                                                  | 3× Платиновый | 3 000 000 |
| Данные о продажах + прослушиваниях приведены только на основе сертификации. |               |           |